# Premnoplex tatei
El subepalo gorgiblanco, fafao gargantiblanco o pijuí de garganta blanca (Premnoplex tatei), es una especie de ave paseriforme de la familia Furnariidae endémica de Venezuela.

## Distribución y hábitat
Se encuentra únicamente en una zona bastante restricta del noreste de Venezuela.
Esta especie es considerada poco común en su hábitat natural, el sotobosque de bosques húmedos tropicales de montaña y de piedemonte, en altitudes entre 800 y 2400 m.

## Estado de conservación
El subepalo gorgiblanco ha sido calificado como amenazado de extinción por la Unión Internacional para la Conservación de la Naturaleza (IUCN) debido a que su población, estimada entre 1700 y 7000 individuos maduros ocurre en muy pocas localidades dentro de su muy pequeña zona de distribución, y se la presume en decadencia por causa del impacto de los cambios en la técnicas de agricultura y la conversión para plantaciones, que resultan en pérdida de hábitat. Por las mismas razones, la subespecie P. tatei pariae, el subepalo de Paria, considerado como especie separada por Birdlife International, también es calificado como amenazado de extinción y su población, estimada en 2400 individuos maduros también considerada en declinio.

## Sistemática

### Descripción original
La especie P. tatei fue descrita por primera vez por el ornitólogo estadounidense Frank Michler Chapman en 1925 bajo el mismo nombre científico; su localidad tipo es: «Cerro Turimiquire, 7900 pies [c. 2400 m], noreste de Venezuela».

### Etimología
El nombre genérico masculino «Premnoplex» deriva del griego «premnom»: tronco de árbol, y «plēssō»: golpear, significando «que golpea los troncos de los árboles»; y el nombre de la especie «tatei», conmemora al zoólogo anglo - estadounidense George Henry Hamilton Tate (1894-1953).

### Taxonomía
La presente especie ya fue considerada una subespecie del subepalo moteado (Premnoplex brunnescens), pero ambas difieren en el hábitat, el comportamiento y la vocalización, y están genéticamente bien separadas.
La subespecie P. tatei pariae, endémica de la península de Paria, es considerada como especie separada de la presente por las clasificaciones Aves del Mundo (HBW) y Birdlife International (BLI) con base en diferencias morfológicas y de vocalización. La diferenciación genética requiere más muestras.

### Subespecies
Según las clasificaciones del Congreso Ornitológico Internacional (IOC) y Clements Checklist v.2018, se reconocen dos subespecies, con su correspondiente distribución geográfica:
- Premnoplex tatei tatei Chapman, 1925 – Serranía de Turimiquire y cordillera de Caripe (cerros Peonía, Turimiquire, Macanillal y Negro) en el noreste de Anzoátegui, sur de Sucre y norte de Monagas, noreste de Venezuela.
- Premnoplex tatei pariae Phelps, Sr & Phelps, Jr, 1949 – Cerros Humo, Olvido y Azul, en la península de Paria (norte de Sucre), noreste de Venezuela.